# Чемпионат Уругвая по футболу 1952
Примера А Уругвая по футболу 1952 года — очередной сезон лиги. Турнир проводился по двухкруговой системе в 18 туров. Все клубы из Монтевидео. Клуб, занявший последнее место, выбыл из лиги.

## Таблица
| №  | Клуб           | И  | В  | Н | П  | Заб | Проп | Очки |
| 1  | Насьональ      | 18 | 15 | 1 | 2  | 59  | 20   | 31   |
| 2  | Пеньяроль      | 18 | 15 | 1 | 2  | 46  | 14   | 31   |
| 3  | Рампла Хуниорс | 18 | 6  | 7 | 5  | 34  | 29   | 19   |
| 4  | Данубио        | 18 | 7  | 4 | 7  | 33  | 28   | 18   |
| 5  | КА Ривер Плейт | 18 | 7  | 2 | 9  | 29  | 34   | 16   |
| 6  | Серро          | 18 | 6  | 3 | 9  | 24  | 28   | 15   |
| 7  | Дефенсор       | 18 | 5  | 5 | 8  | 29  | 40   | 15   |
| 8  | Ливерпуль      | 18 | 4  | 5 | 9  | 19  | 42   | 13   |
| 9  | Сентраль       | 18 | 4  | 4 | 10 | 29  | 45   | 12   |
| 10 | Суд Америка    | 18 | 3  | 4 | 11 | 27  | 49   | 10   |

## Матч за чемпионство
25 февраля 1953: Насьональ-Пеньяроль 4:2 (Н.: Х. Перес 24', Х. Энрико 28', 45', Х. Амброис 44'; П.: О. Мигес 42', Х. Э. Сантамариа 46')

## Матчи

### Тур 1
| Насьональ — Ливерпуль 5:1        |
| Серро — Суд Америка 2:1          |
| Пеньяроль — Сентраль 4:2         |
| Ривер Плейт — Рампла Хуниорс 1:1 |
| Дефенсор — Данубио 0:0           |

### Тур 2
| Пеньяроль — Ривер Плейт 2:0    |
| Насьональ — Рампла Хуниорс 3:3 |
| Сентраль — Дефенсор 3:2        |
| Серро — Ливерпуль 2:0          |
| Данубио — Суд Америка 3:1      |

### Тур 3
| Насьональ — Суд Америка 4:2   |
| Пеньяроль — Серро 2:1         |
| Рампла Хуниорс — Дефенсор 6:0 |
| Ливерпуль — Сентраль 1:1      |
| Ривер Плейт — Данубио 2:5     |

### Тур 4
| Пеньяроль — Данубио 2:2          |
| Дефенсор — Насьональ 3:2         |
| Суд Америка — Рампла Хуниорс 1:1 |
| Сентраль — Серро 4:2             |
| Ривер Плейт — Ливерпуль 4:1      |

### Тур 5
| Насьональ — Серро 5:0         |
| Ливерпуль — Данубио 2:1       |
| Пеньяроль — Суд Америка 5:0   |
| Рампла Хуниорс — Сентраль 5:1 |
| Ривер Плейт — Дефенсор 4:1    |

### Тур 6
| Пеньяроль — Дефенсор 2:0    |
| Сентраль — Ривер Плейт 1:2  |
| Рампла Хуниорс — Серро 1:1  |
| Ливерпуль — Суд Америка 2:2 |
| Насьональ — Данубио 4:2     |

### Тур 7
| Насьональ — Сентраль 6:0     |
| Пеньяроль — Ливерпуль 5:0    |
| Ривер Плейт — Серро 1:0      |
| Суд Америка — Дефенсор 4:1   |
| Данубио — Рампла Хуниорс 1:0 |

### Тур 8
| Дефенсор — Серро 2:2           |
| Ривер Плейт — Суд Америка 4:2  |
| Пеньяроль — Насьональ 2:0      |
| Ливерпуль — Рампла Хуниорс 2:0 |
| Сентраль — Данубио 1:1         |

### Тур 9
| Пеньяроль — Рампла Хуниорс 2:0 |
| Насьональ — Ривер Плейт 3:1    |
| Серро — Данубио 4:0            |
| Суд Америка — Сентраль 2:1     |
| Дефенсор — Ливерпуль 4:1       |

### Тур 10
| Насьональ — Ливерпуль 3:0        |
| Серро — Суд Америка 1:0          |
| Пеньяроль — Сентраль 2:1         |
| Рампла Хуниорс — Ривер Плейт 2:1 |
| Дефенсор — Данубио 1:1           |

### Тур 11
| Пеньяроль — Ривер Плейт 2:1    |
| Насьональ — Рампла Хуниорс 5:2 |
| Сентраль — Дефенсор 4:4        |
| Серро — Ливерпуль 3:0          |
| Данубио — Суд Америка 5:2      |

### Тур 12
| Насьональ — Суд Америка 5:0   |
| Пеньяроль — Серро 3:1         |
| Рампла Хуниорс — Дефенсор 3:2 |
| Ливерпуль — Сентраль 3:2      |
| Данубио — Ривер Плейт 3:1     |

### Тур 13
| Пеньяроль — Данубио 2:0          |
| Насьональ — Дефенсор 2:1         |
| Рампла Хуниорс — Суд Америка 4:2 |
| Серро — Сентраль 2:0             |
| Ривер Плейт — Ливерпуль 0:0      |

### Тур 14
| Насьональ — Серро 3:2         |
| Данубио — Ливерпуль 5:0       |
| Пеньяроль — Суд Америка 4:1   |
| Рампла Хуниорс — Сентраль 2:2 |
| Дефенсор — Ривер Плейт 3:0    |

### Тур 15
| Пеньяроль — Дефенсор 4:1    |
| Сентраль — Ривер Плейт 1:0  |
| Рампла Хуниорс — Серро 1:1  |
| Ливерпуль — Суд Америка 1:1 |
| Насьональ — Данубио 1:0     |

### Тур 16
| Насьональ — Сентраль 2:0     |
| Ливерпуль — Пеньяроль 3:1    |
| Ривер Плейт — Серро 3:0      |
| Суд Америка — Дефенсор 1:1   |
| Рампла Хуниорс — Данубио 2:1 |

### Тур 17
| Дефенсор — Серро 1:0           |
| Ривер Плейт — Суд Америка 3:2  |
| Насьональ — Пеньяроль 1:0      |
| Ливерпуль — Рампла Хуниорс 1:1 |
| Сентраль — Данубио 3:2         |

### Тур 18
| Пеньяроль — Рампла Хуниорс 2:0 |
| Насьональ — Ривер Плейт 5:1    |
| Данубио — Серро 1:0            |
| Суд Америка — Сентраль 3:2     |
| Дефенсор — Ливерпуль 2:1       |